# Minute Maid Park
El Minute Maid Park és l'estadi dels Houston Astros. Va ser inaugurat el 30 de març de 2000, originalment es va dir Enron Field i després Astros Field.
El parc té una capacitat màxima de 42.000 persones i les seves dimensions es distribueixen de la següent manera.
Profunditat de:
- 315 peus al pal de fául esquerre.
- 362 peus al buit del camp esquerre.
- 436 peus al camp central.
- 373 al buit del camp dret.
- 326 peus al pal de fául dret.

Des de 1964 el beisbol de grans lligues a Houston es jugava sota sostre i amb gespa artificial. El Minute Maid Park va portar novament la gespa natural i el joc a l'aire lliure, gràcies a un sostre retràctil de 242 peus d'altura. L'acolliment dels seguidors al nou parc va ser extraordinària, més de 3 milions de persones es van asseure a les seves butaques en la temporada inaugural.
La idea de crear un estadi gràcies a una combinació de finançaments públics i privats va sorgir el 1996. Catorze companyies de l'àrea de Houston es van unir per crear el Houston Sports Facility Partnership. Aquest grup va acceptar proveir un préstec de 35 milions de dòlars sense interès i sense pagament fins al cap de 10 anys d'operacions de l'estadi. Amb el compromís inicial de les companyies, la Harris County Sports Authority va tenir el suport necessari per presentar la proposta de l'estadi al públic al novembre de 1996. Els votants van aprovar el projecte de $250 milions.
Tota la identitat arquitectònica de l'edificació es basa en la influència que van tenir els ferrocarrils en el creixement de la ciutat, especialment a principis del segle xx.
Els Houston Astros i els New York Yanquis van tenir un partit d'exhibició el 30 de març de 2000, on Houston va guanyar 6-5. Els Astros van jugar contra els Filis de Filadèlfia en el primer joc de temporada regular el 7 d'abril de 2000, i Filadèlfia va guanyar 4-1. El seu ultimo joc com a equip de la Lliga Nacional com a local va ser el 26 de setembre del 2012 contres els Saint Louis Cardinals.
Els Astros van jugar el seu primer joc com a equip de la Lliga Americana a casa el 31 de març del 2013 contra els Texas Rangers.
Minute Maid Park va ser escenari del Joc d'Estels de l'any 2004.
El Minute Maid Park representa una nova era dels esports de Lligues Majors a la ciutat. A més de servir d'amfitrió als jocs de beisbol dels Astres, també ha estat la seu d'una varietat d'esdeveniments. Posseeix àrees on es poden realitzar esdeveniments especials entre les quals es troben el Union Station Lobby, el terrat, el magatzem, el club i fins i tot el propi camp de jocs.

## Camp de jocs
Tres elevacions en el mur, diversos angles en les cantonades i carrerons de força, un pujol de 30 graus cridada "Tal's Hill" - com a punt de referència per al camp de centre- i un asta de bandera, creen condicions especials per a qualsevol pilota que sobrepassi al outfielder.

## Sons
Un total de 400 bafles està dispers per les àrees dels seients i gairebé 1.000 es troben a les esplanades. Els altaveus estan distribuïts per tot l'estadi perquè els bafles quedin tan prop dels fanàtics com sigui possible.

## Tecnologia
El Minute Maid Park és la primera instal·lació esportiva de la seva magnitud a tenir marcadors especials per a les persones amb impediments auditius. El marcador Daktronics en blanc i negre i el Daktronics a color, proporcionen als fanàtics una experiència única. El marcador principal, que mesura 11 per 40 metres, mostra el puntaje de cada equip i de cada jugador en el seu costat esquerre mentre que en el seu costat dret mostra gràfics i animacions, incloent successos passats del Astrodome.

## Seients
La capacitat total de seients en el Minute Maid Park és de 40.950. El recinte compta amb nou àrees diferents per asseure's: Dugout Boxes, Field Boxes, Crawford Boxes, Bullpen Boxes, Club Tier I, Club Tier II, Terrace Deck, Mezzanine i Upper Deck. Cadascun dels quatre nivells de la instal·lació - Main Concourse, Club Level, Suite Level i Upper Concourse - ofereix als fanàtics una perspectiva diferent.
A causa de les condicions úniques dels seients, els fanàtics queden tan prop de l'acció com és possible en un escenari de grans lligues. Els seients propers a les línies foul dels costats esquerre i dret es troben a només 1.5 metres de la línia, mentre que els espectadors que es troben prop de la primera i tercera bases poden quedar a una proximitat de 13 metres del joc.

## Restaurant
Endins del mateix estadi hi ha un restaurant situat en el camp central que ofereix als fanàtics que desitgin menjar bé l'opció de fer-ho en interiors o exteriors.

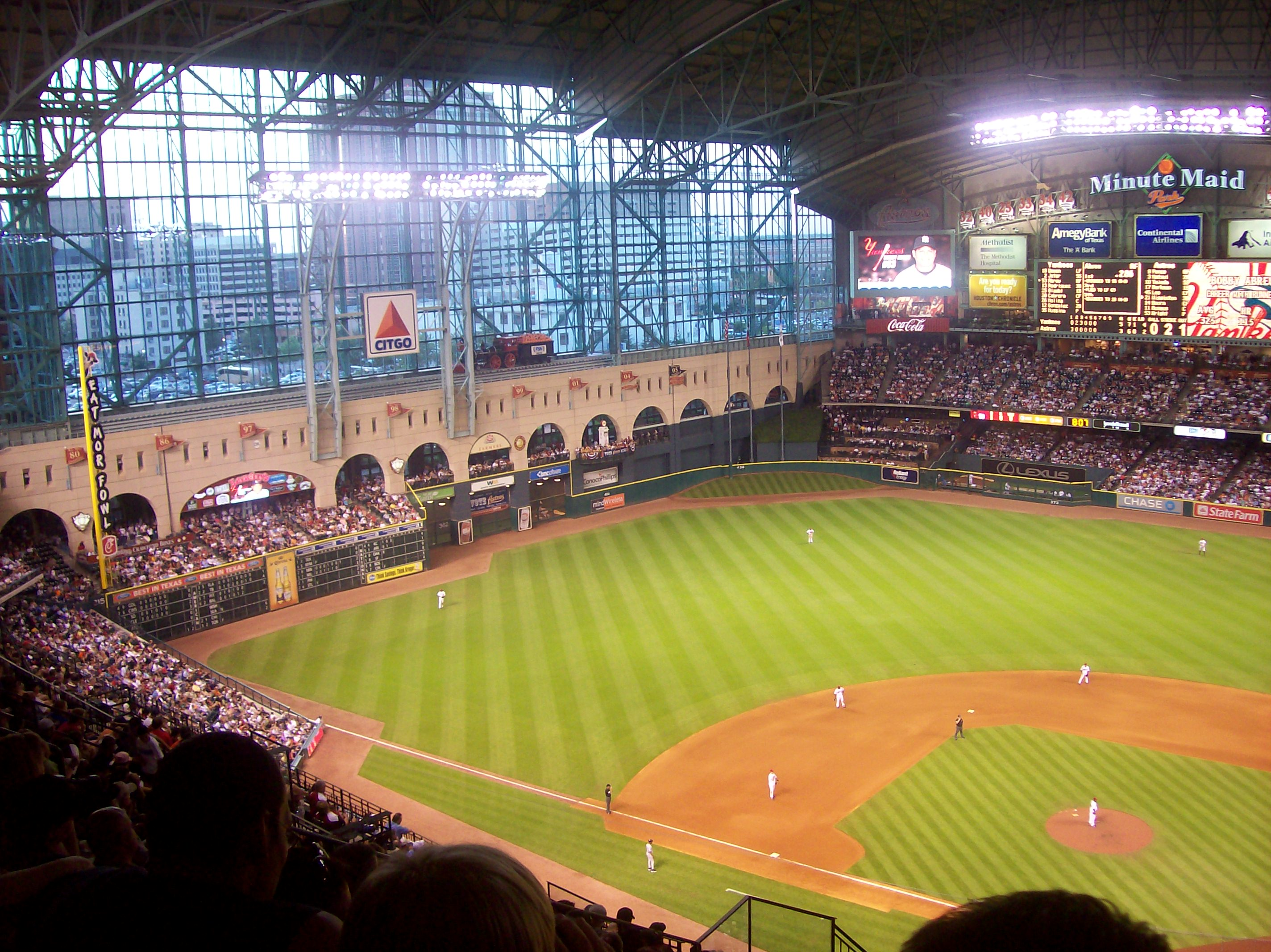
Des de l'interior
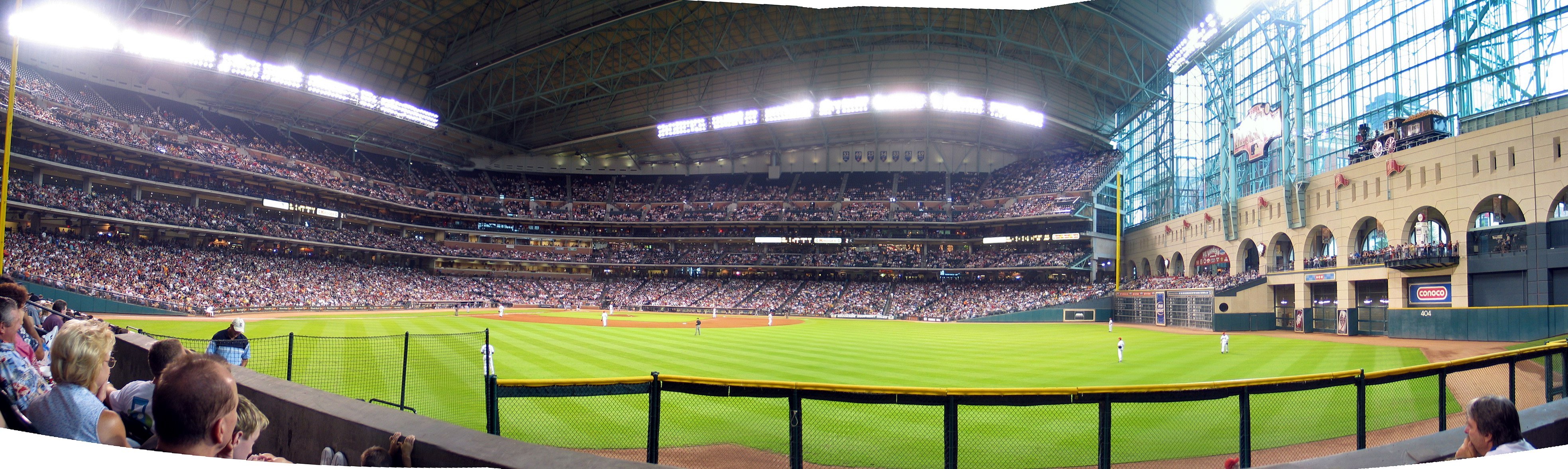
Panoràmica
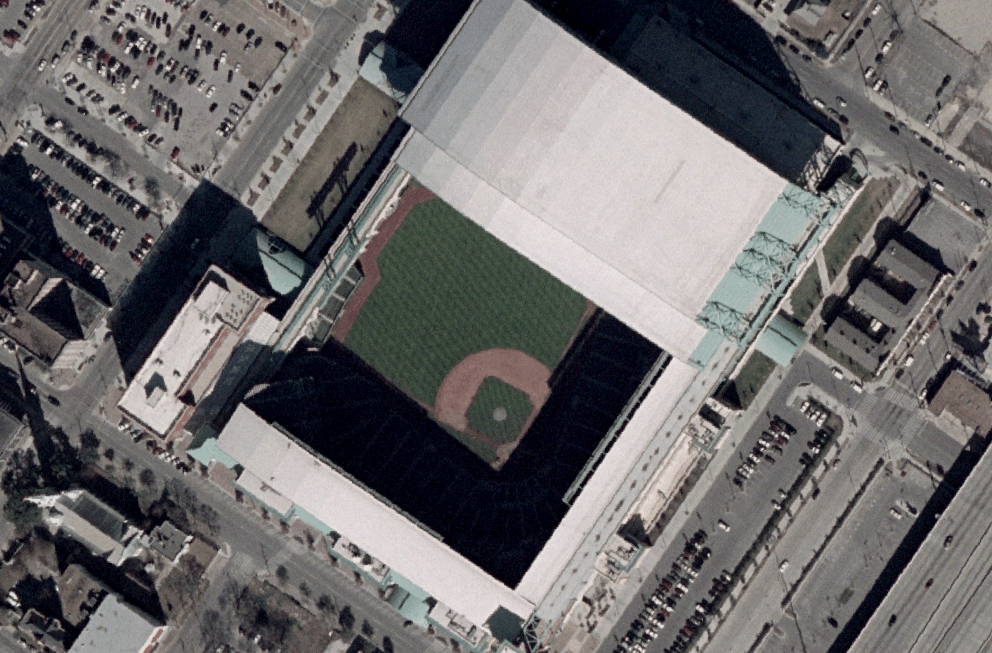
Vista satelital
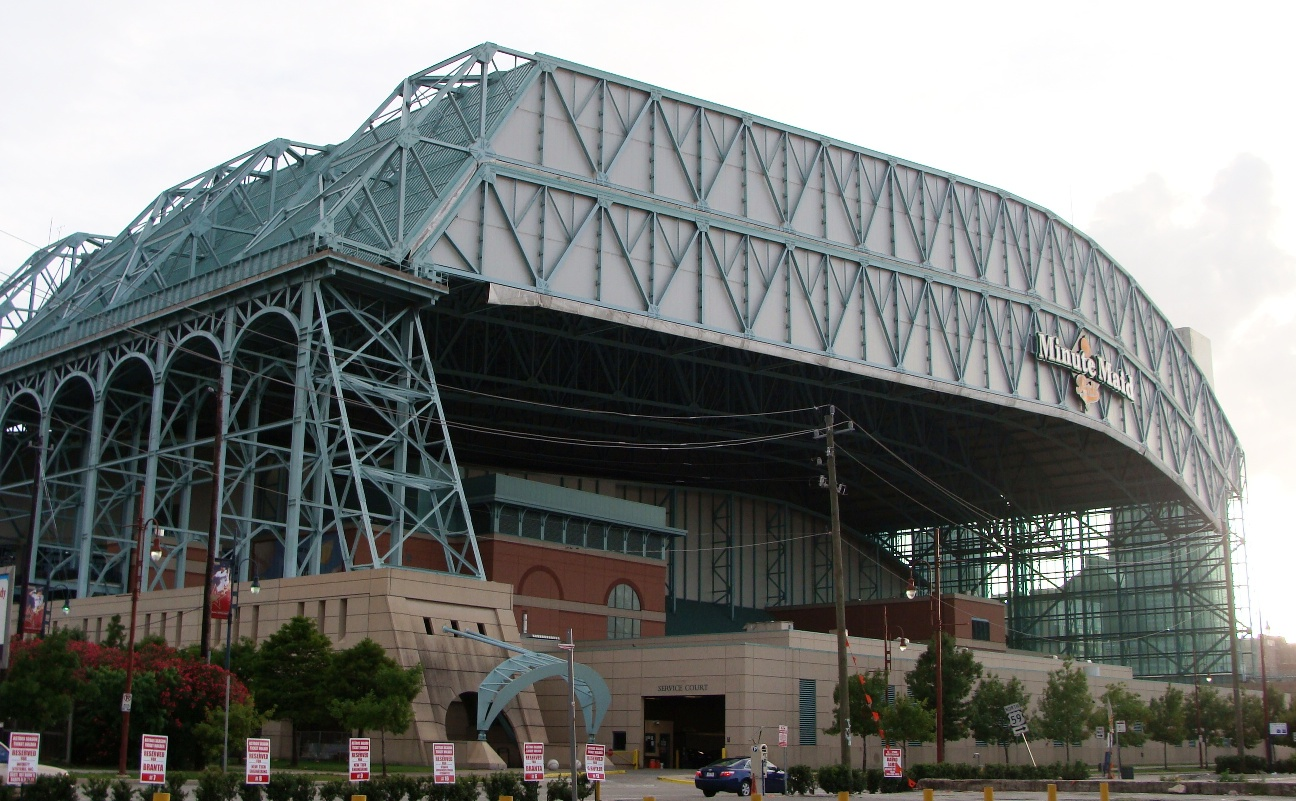
Façana de l'estadi